# Drilonereis cylindrica
Drilonereis cylindrica är en ringmaskart som beskrevs av Hartman 1951. Drilonereis cylindrica ingår i släktet Drilonereis och familjen Oenonidae. Inga underarter finns listade i Catalogue of Life.